# Hélène Velasco-Graciet
Hélène Velasco-Graciet é professora francesa de geografia e foi presidente da Universidade de Bordéus Montaigne de 2016 a 2020.
O trabalho de Velascho-Graciet aborda geografia, fronteiras e cultura.
Em 2020, Velasco-Graciet foi noticiada como parte da suspensão da Universidade Bourdeaux Montaigne de todas as viagens à China durante a pandemia COVID-19.